# Distretto di Vyškov
Il distretto di Vyškov (in ceco okres Vyškov) è un distretto della Repubblica Ceca nella regione della Moravia Meridionale. Il capoluogo di distretto è la città di Vyškov.

## Geografia antropica
Il distretto conta 79 comuni:

### Città
- Bučovice
- Ivanovice na Hané
- Rousínov
- Slavkov u Brna
- Vyškov

### Comuni mercato
- Brankovice
- Hvězdlice
- Švábenice

### Comuni
- Bohaté Málkovice
- Bohdalice-Pavlovice
- Bošovice
- Dětkovice
- Dobročkovice
- Dražovice
- Drnovice
- Drysice
- Habrovany
- Heršpice
- Hlubočany
- Hodějice
- Holubice
- Hostěrádky-Rešov
- Hoštice-Heroltice
- Hrušky
- Chvalkovice
- Ježkovice
- Kobeřice u Brna
- Kojátky
- Komořany
- Kozlany
- Kožušice
- Krásensko
- Křenovice
- Křižanovice
- Křižanovice u Vyškova
- Kučerov
- Letonice
- Lovčičky
- Luleč
- Lysovice
- Malínky
- Medlovice
- Milešovice
- Milonice
- Moravské Málkovice
- Mouřínov
- Němčany
- Nemochovice
- Nemojany
- Nemotice
- Nesovice
- Nevojice
- Nížkovice
- Nové Sady
- Olšany
- Orlovice
- Otnice
- Podbřežice
- Podivice
- Podomí
- Prusy-Boškůvky
- Pustiměř
- Račice-Pístovice
- Radslavice
- Rašovice
- Rostěnice-Zvonovice
- Ruprechtov
- Rybníček
- Snovídky
- Studnice
- Šaratice
- Topolany
- Tučapy
- Uhřice
- Vážany
- Vážany nad Litavou
- Velešovice
- Zbýšov
- Zelená Hora

### Area militare
- vojenský újezd Březina